# Seymouria
Seymouria is een geslacht van uitgestorven amfibieën uit de groep van de Reptiliomorpha, dat 275 miljoen jaar geleden tijdens het Vroeg-Perm grote delen van het hedendaagse Noord-Amerika en Europa bevolkte.

## Vondst en naamgeving
Toen het eerste fossiel van Seymouria werd opgegraven door de bekende Amerikaanse paleontoloog Edward Drinker Cope, dacht deze dat zijn vondst een basaal reptiel betrof, maar uit later onderzoek blijkt dat het een amfibie was. Cope deed zijn vondst in Texas bij Gray's Creek en benoemde hem in 1896 als de soort Conodectes favosus en bracht hem onder bij de Otocoelidae. In 1904 echter ontdekte de Duitse paleontoloog Ferdinand Broili bij de Coffee Creek nog eens twee schedels en benoemde deze als de soort Seymouria baylorensis. De geslachtsnaam verwijst naar de stad Seymour. De soortaanduiding verwijst naar Baylor County.
Het holotype AMNH 4342 is gevonden in een laag van de Arroyoformatie die naar huidige inzichten dateert uit het vroege Kungurien, ongeveer 275 miljoen jaar oud. Het bestaat uit een gedeeltelijke schedel. Veel andere fossielen zijn aan de soort toegewezen maar het is lastig te bepalen of dit correct is daar die vondsten niet even oud zijn.
Pas in 1911 ontdekte Samuel Wendell Williston dat Conodectes en Seymouria identiek waren. Als oudere naam zou Conodectes dan prioriteit moeten hebben. De naam Seymouria was ondertussen al helemaal ingeburgerd geraakt en veel bekender geworden dan Conodectes. David Meredith Seares Watson stelde daarom in 1918 voor toch Seymouria te blijven gebruiken met als argument dat de beschrijving van Cope in 1896 zo slecht was dat het slechts een nomen nudum had opgeleverd, een naam die ongeldig was omdat ze van een onvoldoende diagnose voorzien was. Latere onderzoekers hebben dit voorstel steeds gevolgd hoewel Cope nog veel meer namen gebaseerd heeft op een minimale beschrijving die desalniettemin niet als een nomen nudum worden gezien.

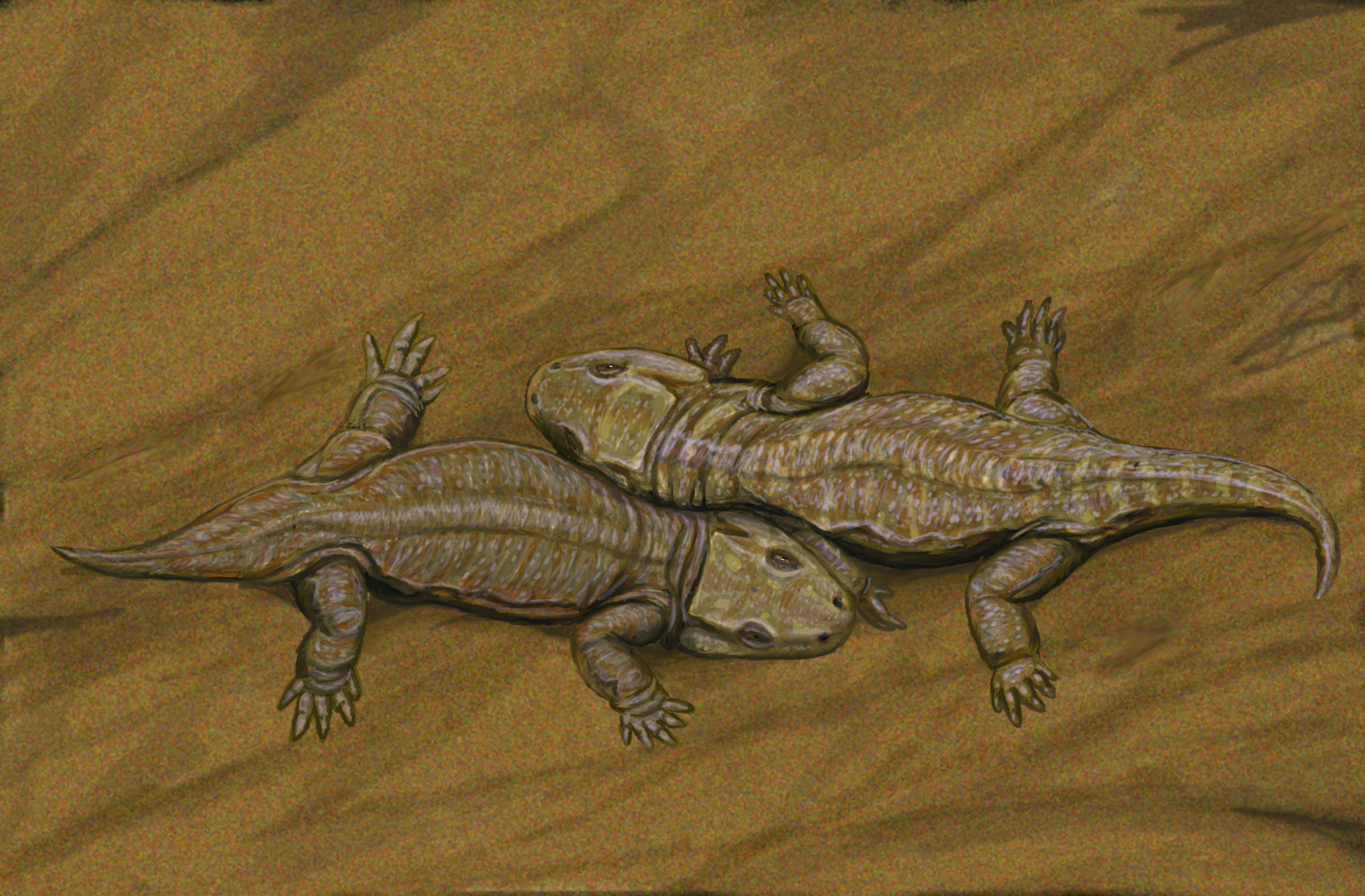
De "Minnaars van Tambach"

In 1966 benoemde Peter Vaughn een tweede soort van Seymouria: Seymouria sanjuanensis, vernoemd naar San Juan County in Utah, en gebaseerd op specimen NTM VP 1024, een gedeeltelijke schedel, gevonden in een laag uit het late Artinskien. Negen andere specimina zijn van de soort bekend, waaronder twee bij elkaar gevonden skeletten uit Tambach-Dietharz in Duitsland.
In 1979 werd Labidosaurikos meachami Mclaen 1970 door Everett Olson hernoemd tot een derde soort van Seymouria: Seymouria grandis, 'de grote'. De meeste wetenschappers zijn hem daarin niet gevolgd. Een vierde soort van Seymouria is door Olson in 1980 benoemd: Seymouria agilis, 'de vlugge', maar die is later hernoemd tot het aparte geslacht Macroleter.

## Beschrijving

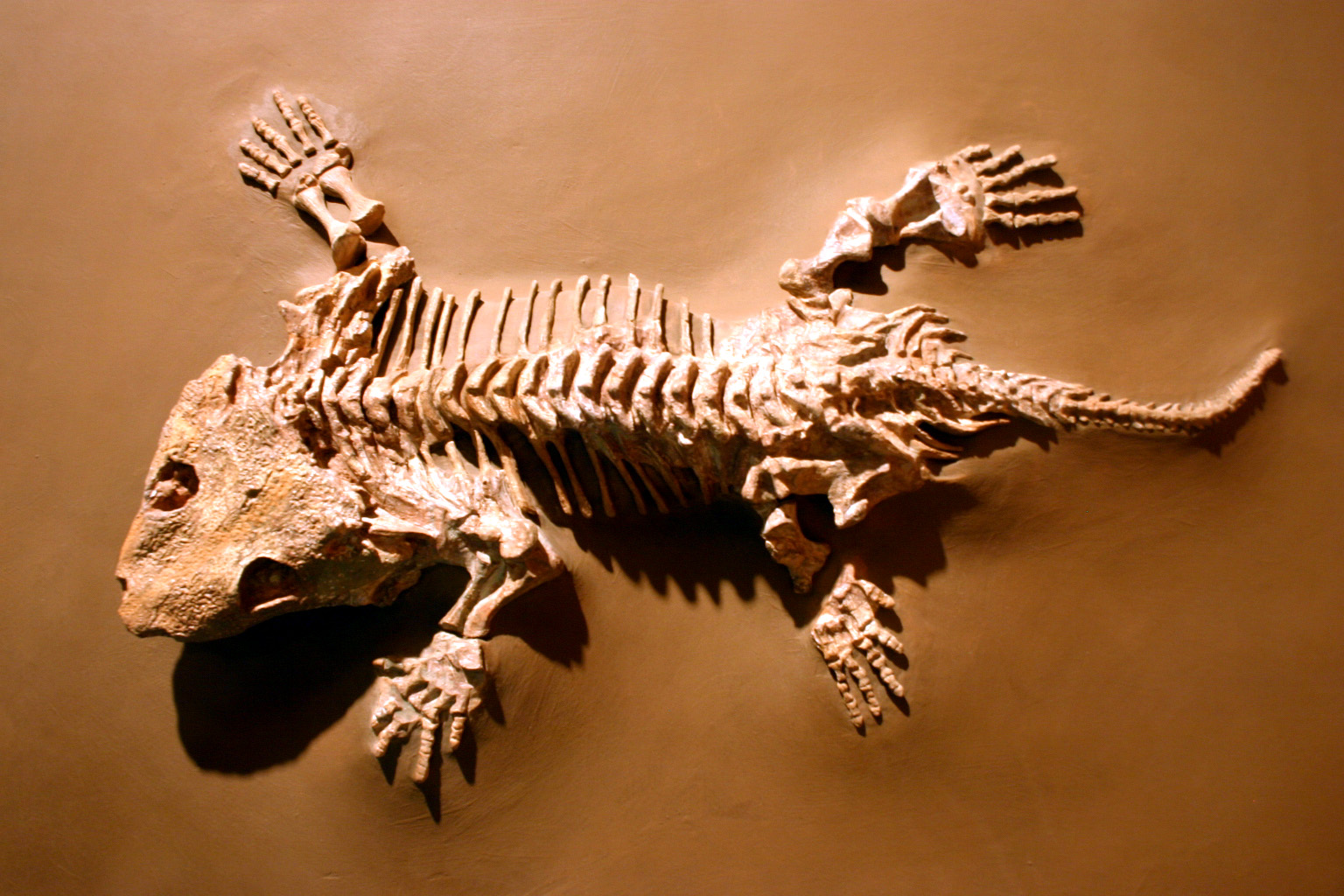
Een gereconstrueerd skelet van Seymouria

Seymouria was een amfibie die het grootste deel van zijn leven op het land doorbracht, maar over zijn voedsel is vrijwel niets bekend, behalve dat het uit grotendeels uit vlees bestond.
Seymouria werd tussen een halve en één meter lang. Net als reptielen had hij een versterkte schoudergordel en bekken zodat hij beter op het land kon lopen. Vermoedelijk legde hij zijn eieren nog in het water en werden daar ook zijn larven groot. De jongen van Seymouriamorpha hadden nog rijen gaatjes in de schedel die wijzen op de aanwezigheid van zijlijnen, elektrische organen die het mogelijk maken ook in troebel water prooien waar te nemen. Bij de volwassen dieren groeiden die dicht. Er is wel gedacht dat een vergroting van het buitenste neusgat zou wijzen op een zoutklier, de vergrote glandula nasalis externa, die Seymouria in staat zou stellen net als moderne reptielen de zoutbalans in zijn bloed te handhaven ook als het wat droger was. Tegenwoordig wordt dat betwijfeld: de meeste reptielen hebben niet zo'n vergrote klier en bij degenen die er wel een bezitten is er geen verband met de grootte van de neusgaten. 

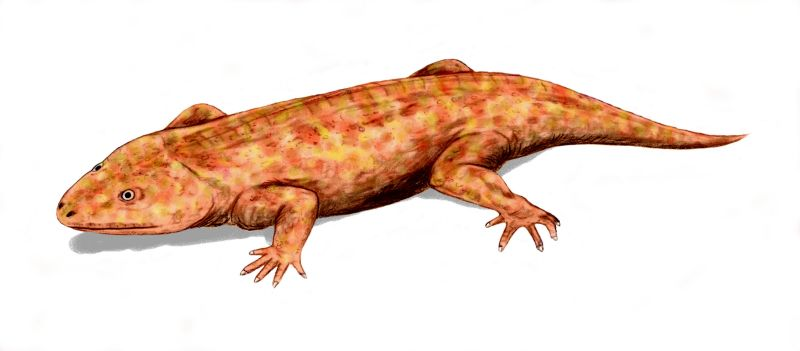
Seymouria had een platte kop

Seymouria had een grote afgeplatte schedel die achteraan nogal breed was. In zijn kaken stonden lange, rechte, kegelvormige tanden waar Conodectes, 'kegelbijter', nog naar verwees. De bovenzijde van de schedel is bedekt met een patroon van beenricheltjes in de vorm van een honingraat (klassiek Latijn: favus) en dit verklaart Cope's soortaanduiding favosus, 'honingraatvormig'. Dit patroon weerspiegelt vermoedelijk de vorm van de schubben die echter op zich niet teruggevonden zijn.
Michel Laurin wist enkele kenmerken vast te stellen waarin Seymouria zich van zijn verwanten onderscheidt. Het 'derde oog' of pariëtaaloog boven op de kop is klein met minder dan vier procent van de schedellengte. Het cornu tabulare, een hoornvormig uitsteeksel op een achterste schedelbot, het os tabulare, is lang en naar beneden gekromd met een lengte die minstens drie procent van de schedellengte bedraagt. Er bevinden zich geen zijopeningen in de onderkaken. Vermoedelijk ontbraken benige schubben. De twee soorten die nu als geldig worden beschouwd verschilden van elkaar in bepaalde details. Daarbij is er één kenmerk van S. baylorensis dat niet ook bij verwante soorten voorkomt: het os quadratojugale heeft aan de achterkant een naar beneden lopend gedeelte dat een rond uitsteeksel vormt met de bolle kant naar het onderkaakgewricht gericht. In verschillende op zich niet unieke kenmerken wijkt S. sanjuanensis van S. baylorensis af. Het postparietale is langer. Het traanbeen maakt een groter deel uit van de voorste rand van de oogkas. De voorste tak van het jukbeen is kleiner en smaller. De beennaad tussen het jukbeen en het squamosum loopt verticaal in plaats van schuin naar achteren en onderen. Het os postorbitale is smaller en spitser. Het os supratemporale maakt geen deel uit van het cornu tabulare. De uitloper van het os squamosum langs het os oticum is breder. De beennaad tussen het os palatinum en het os pterygoides zigzagt meer. De tanden zijn groter in aantal, krommer en smaller. In de onderkaak maakt het os articulare een groter deel uit van het zijoppervlak.

## Fylogenie
Net als Cope dacht Broili dat Semouria een reptiel was en hij bracht hem onder in de Pareiasauridae. In 1911 echter schiep Williston er een eigen Seymouriidae voor en in 1917 benoemde Watson een ruimere Seymouriamorpha. Seymouria werd lange tijd gezien als het meest basale bekende reptiel dat de meest 'primitieve' vorm in die groep vertegenwoordigde. Omdat men het dier als een schakel tussen amfibieën en reptielen beschouwde, waren er ook geleerden die hem bij een tussengroep tussen beide 'klassen' onderbrachten. In 1946 zette de Sovjetpaleontoloog Iwan Jefremow hem aldus in de Batrachosauria. Pas vanaf de jaren zestig werd het ook in het Westen duidelijk dat Seymouria geen reptiel was en dus buiten de Amniota stond.
Naar moderne inzichten zijn de Seymouriamorpha Reptiliomorpha en vormen dus samen met de amnioten één groep. Als seymouriamorf is Seymouria vermoedelijk tamelijk nauw verwant aan de amnioten, maar niet nauwer dan andere seymouriamorfen. Hij heeft in dit opzicht dus geen speciale positie. Laurin meende in 1996 zelfs dat de Seymouriamorpha zich buiten de kroongroep Tetrapoda bevonden, dus nog onder de laatste gemeenschappelijke voorvader van de huidige amfibieën en amnioten in de stamboom stonden.
Het volgende kladogram laat een mogelijke positie van Seymouria in de stamboom zien:

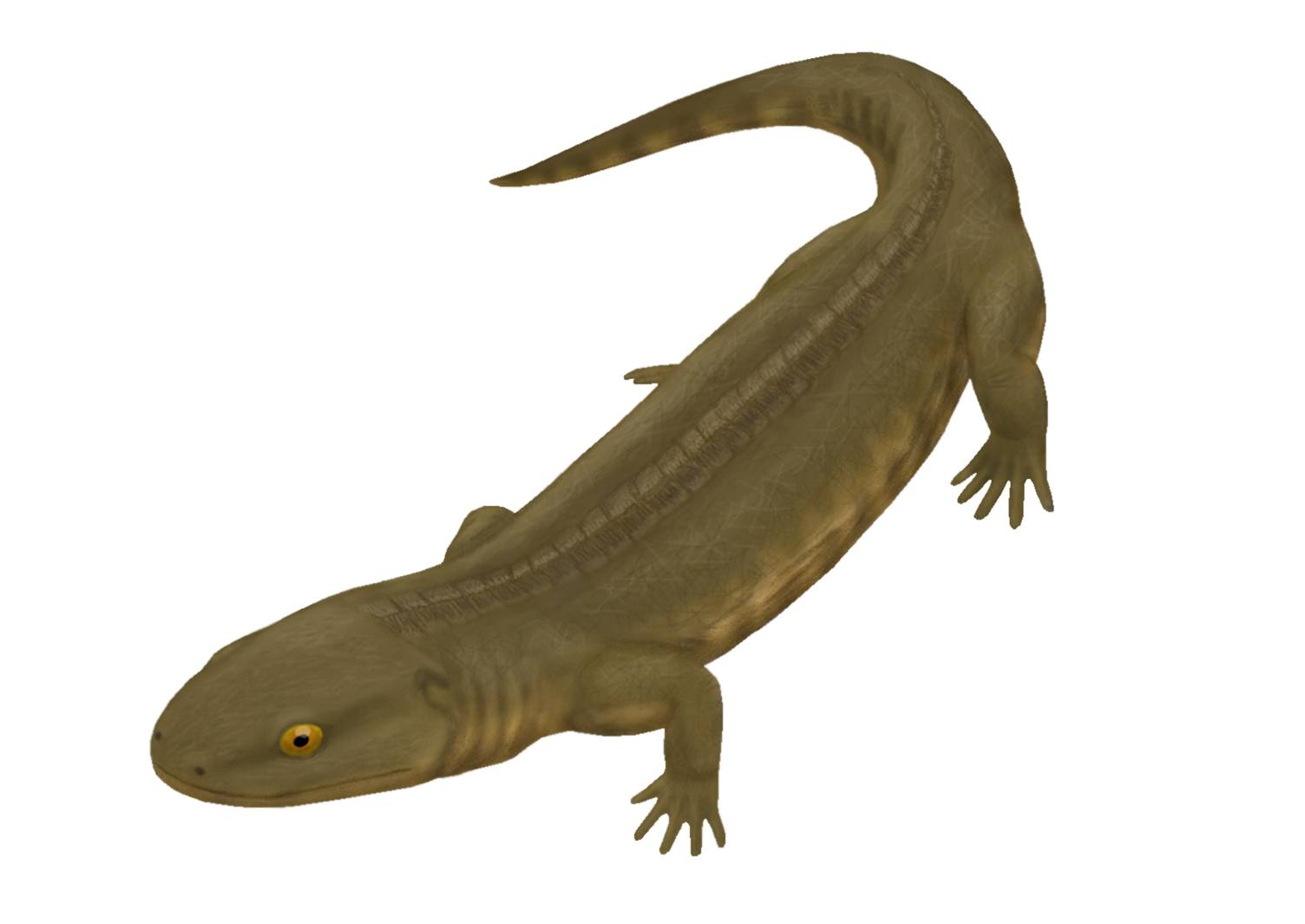
Een Ariekanerpeton sigalovi.

|  | Makowskia     |
|  |               |
|  | Spinarerpeton |
|  |               |

|  | Ariekanerpeton |
|  |                |
|  | Discosauriscus |
|  |                |

|  | Makowskia     |
|  |               |
|  | Spinarerpeton |
|  |               |

|  | Ariekanerpeton |
|  |                |
|  | Discosauriscus |
|  |                |

|  | Makowskia     |
|  |               |
|  | Spinarerpeton |
|  |               |

|  | Ariekanerpeton |
|  |                |
|  | Discosauriscus |
|  |                |

|  | Makowskia     |
|  |               |
|  | Spinarerpeton |
|  |               |

|  | Ariekanerpeton |
|  |                |
|  | Discosauriscus |
|  |                |

|  | Makowskia     |
|  |               |
|  | Spinarerpeton |
|  |               |

|  | Ariekanerpeton |
|  |                |
|  | Discosauriscus |
|  |                |

|  | Makowskia     |
|  |               |
|  | Spinarerpeton |
|  |               |

|  | Ariekanerpeton |
|  |                |
|  | Discosauriscus |
|  |                |

|  | Makowskia     |
|  |               |
|  | Spinarerpeton |
|  |               |

|  | Ariekanerpeton |
|  |                |
|  | Discosauriscus |
|  |                |

|  | Makowskia     |
|  |               |
|  | Spinarerpeton |
|  |               |

|  | Ariekanerpeton |
|  |                |
|  | Discosauriscus |
|  |                |

|  | Makowskia     |
|  |               |
|  | Spinarerpeton |
|  |               |

|  | Ariekanerpeton |
|  |                |
|  | Discosauriscus |
|  |                |

|  | Makowskia     |
|  |               |
|  | Spinarerpeton |
|  |               |

|  | Ariekanerpeton |
|  |                |
|  | Discosauriscus |
|  |                |

|  | Makowskia     |
|  |               |
|  | Spinarerpeton |
|  |               |

|  | Ariekanerpeton |
|  |                |
|  | Discosauriscus |
|  |                |

|  | Makowskia     |
|  |               |
|  | Spinarerpeton |
|  |               |

|  | Ariekanerpeton |
|  |                |
|  | Discosauriscus |
|  |                |

|  | Makowskia     |
|  |               |
|  | Spinarerpeton |
|  |               |

|  | Ariekanerpeton |
|  |                |
|  | Discosauriscus |
|  |                |

|  | Makowskia     |
|  |               |
|  | Spinarerpeton |
|  |               |

|  | Ariekanerpeton |
|  |                |
|  | Discosauriscus |
|  |                |

|  | Makowskia     |
|  |               |
|  | Spinarerpeton |
|  |               |

|  | Ariekanerpeton |
|  |                |
|  | Discosauriscus |
|  |                |

|  | Makowskia     |
|  |               |
|  | Spinarerpeton |
|  |               |

|  | Ariekanerpeton |
|  |                |
|  | Discosauriscus |
|  |                |